# تسرونی برگ (بلا پالانکا)
تسرونی برگ (به صربی: Crveni Breg) یک منطقهٔ مسکونی در صربستان است که در بلا پالانکا واقع شده‌است. تسرونی برگ ۳۷۱ نفر جمعیت دارد.